# Silnice II/450
Silnice II/450 je silnice II. třídy, která vede z Bruntálu do Bělé pod Pradědem. Je dlouhá 34 km. Prochází dvěma kraji a dvěma okresy. Silnice prochází exponovanými horskými úseky, což se podepisuje na její životnosti. Nejvyšší nadmořskou výšku překonává v Sedle Pod Lyrou (1003 m n. m.) a Videlském sedle (930 m n. m.).
Úsek silnice Rudná pod Pradědem - Malá Morávka, Hvězda přestává plnit svou funkci rychlé spojnice z Bruntálu do Karlovy Studánky a Jeseníku vzhledem k malé šířce silničního tělesa, neprováděné zimní údržbě a minimální stavební údržbě. Tuto funkci v posledních letech přebírají, i přes o něco větší vzdálenost, silnice III/44515 a II/445 přes centrum Malé Morávky.

## Vedení silnice

### Moravskoslezský kraj, okres Bruntál
- Bruntál (křiž. I/11)
- Staré Město (křiž. II/452)
- Nová Véska
- Stará Rudná (křiž. III/44515, III/45210, III/4528)
- Suchá Rudná (křiž. II/445, III/4526, III/44518, peáž s II/445)
- Karlova Studánka (křiž. II/445, peáž s II/445)
- Vidly (křiž. II/451)

### Olomoucký kraj, okres Jeseník
- Bělá
- Bělá pod Pradědem (křiž. I/44)

## Historie
Silnice II/450 byla v poválečném silničním uspořádání, i přes své úzké úseky s ostrými zatáčkami, vedena jako silnice první třídy I/56  (se současnou silnicí I/56 nemá nic společného), spojující Bruntál s Jeseníkem. V Bělé pod Pradědem se napojovala na silnici I/44.